# Portimão
Portimão este un oraș în Districtul Faro, Portugalia.